# Cheilopogon nigricans
Espèce
Synonymes
- Cypselurus nigricans (Bennett, 1840)[2] [3]
- Exocaetus nigricans Bennett, 1840[2] [3]
- Exocoetus nigricans Bennett, 1840[2] [3]

Cheilopogon nigricans est un poisson volant de la famille des Exocoetidae. C'est un poisson migrateur consommateur de plancton.

## Description
Comme beaucoup d'autres poissons volants, Cheilopogon nigricans a un corps cylindrique, et une grande queue et de grandes nageoires pectorales qu'il utilise pour le vol. La plupart des adultes mesurent environ 28 cm de long et sont généralement de couleur bleu foncé irisé dessus, et blanc argenté dessous. Les nageoires pectorales sont noires et avec une bande jaunâtre au milieu. Les nageoires pelviennes sont marquées de taches noires, caractéristiques de cette espèce. Les jeunes diffèrent des adultes par la présence de barres sombres sur le corps.

## Distribution et habitat
Cheilopogon nigricans est un poisson très répandu qui peut être trouvé dans les eaux tropicales de l'Océan Indien, du Pacifique Ouest et certaines parties de l'Atlantique. Il peut être vu le long du Brésil, de l'Afrique du Sud, de Madagascar, du Sri Lanka, de l'Inde, du Pakistan, du Bangladesh, de Sumatra, de l'Indonésie, du Japon, de Taiwan, des îles Fidji,  de Bornéo et de l'Australie.

## Publication originale
- Bennett, 1840 : Narrative of a whaling voyage round the globe, from the year 1833 to 1836. Comprising sketches of Polynesia, California, the Indian Archipelago, etc. with an account of southern whales, the sperm whale fishery, and the natural history of the climates visited. vol. 2, p. 1-422 (texte intégral) (en).